# Rocky 3
Rocky 3 (títol original: Rocky III) és una pel·lícula estatunidenca, dirigida i escrita per Sylvester Stallone, estrenada el 1982, tercer lliurament de la sèrie Rocky. Ha estat doblada al català.

## Argument
Després de la seva victòria tan esperada contra Apollo Creed, Rocky Balboa és ara campió del món. Esdevingut ric i respectat, negligeix els entrenaments i s'ha aburgesat molt de pressa. Defensa tanmateix sense esforç 10 vegades el seu títol i resta invicte. Clubber Lang, un boxejador vingut de Chicago, decideix desafiar Rocky i aconsegueix ràpidament fer-se l'aspirant número 1 aixafant tots els seus adversaris. Desafia llavors Balboa que ha decidit agafar la jubilació.
Rocky finalment de combatre amb Lang malgrat les reticències de Mickey Goldmill que pensa que Rocky no té cap oportunitat. Fins i tot abans del començament del combat, Mickey és víctima d'un malestar cardíac causat per la violenta empenta provocada per Lang. Rocky ha de decidir doncs a lluitar «sol». Rocky s'adona de pressa que Lang és molt més fort que ell i queda KO al començament del segon assalt. A aquesta desgràcia segueix la de la mort de Mickey. Apollo Creed, en principi pitjor enemic de Rocky, li proposa tornar al ring i revenjar-se de Lang. En l'entrenament, els dos homes s'acostaran i es faran amics.
El combat de revenja entre Rocky i Clubber comença per una increïble sèrie de cops iniciat per Rocky però Lang reprèn fàcilment l'avantatge en el segon assalt. Rocky revela a un Apollo emprenyat que ha trobat l'estratègia per vèncer Lang. Vol deixar Lang cansar-se, ja que no té fons.
L'estratègia de Rocky es revela correcta i acaba esquivant tots els cops de Lang, sense alè i l'acaba deixant KO. Apollo comprèn durant l'assalt l'estratègia del seu amic.
Rocky torna a ser el campió i celebra la seva victòria amb un petit combat privat amb el seu nou amic Apollo Creed. Mentre que els dos combatents estan a punt de començar, la imatge es para i la pel·lícula s'acaba.

## Repartiment
- Sylvester Stallone: Rocky Balboa
- Carl Weathers: Apollo Creed
- Talia Shire: Adrian Balboa
- Burt Young: Paulie
- Mister T.: Clubber Lang
- Hulk Hogan: Llavis de foc
- Burgess Meredith: Mickey Goldmill
- Tony Burton: Tony "Duke" Evers

## Premis i nominacions

### Premis
- Premi Young Artist pel Millor Film Familiar

### Nominacions
- Oscar a la millor cançó per "Eye of the Tiger"
- Japanese Academy pel millor film estranger
- Premi BAFTA per la millor cançó: "Eye of the Tiger"
- Globus d'Or a la millor cançó original: "Eye of the Tiger"
- Youg Artist Award pel millor paper secundari